# Смърфовете 2
„Смърфовете 2“ е американски компютърно-анимационен филм от 2013 г. Това е продължението на филма „Смърфовете“ от 2011 г.

## Сюжет
Гаргамел е станал сензация в Париж, където изумява хората със своята магия, но запасите му с магическа есенция (смърфесенция) са на изчерпване, ето защо е създал две смърфоподобни същества – калпазани, които да отвлекат Смърфиета, за да я накарат да разкрие тайната формула за превръщане на един калпазанин в истински смърф. Татко Смърф с още три смърфа отиват при своите човешки приятели Патрик и Грейс в Ню Йорк, за да ги помолят за помощ да си върнат Смърфиета и пристигат точно на рождения ден на техния син Блу. Всички заедно с доведения баща на Патрик, Виктор, се отправят към Париж и след много перипетии успяват да победят Гаргамел и да спасят Смърфиета и поправилите се калпазани Лепка и Шматко, които също се превръщат в истински смърфове.

## Синхронен дублаж

### Озвучаващи артисти
| Роля         | Изпълнител              |
| ------------ | ----------------------- |
| Смърфиета    | Поли Генова             |
| Лепка        | Татяна Етимова          |
| Шматко       | Петър Бонев             |
| Патрик       | Иван Петков             |
| Грейс        | Здрава Каменова         |
| Виктор       | Петър Върбанов          |
| Татко Смърф  | Сава Пиперов            |
| Кокетният    | Георги Стоянов          |
| Мърморко     | Робин Кафалиев          |
| Непохватният | Живко Джуранов          |
| Очилатият    | Атанас Бончев-Наката    |
| Храбрият     | Йордан Господинов-Дачко |
| Гаргамел     | Георги Спасов           |
| Блу          | Давид Торосян           |